# Motorway M62
La motorway M62 è un'autostrada del Regno Unito che collega Liverpool a North Cave. È lunga 172 km.

## Percorso
|      | | |        |                |  |
| Tipo | Direzione | Direzione                                                                                                   | Uscita | Strada europea |  |
|      | Liverpool | North Cave                                                                                                  |        |                |  |
|      | Knotty Ash, Huyton A5080                                                                                          | Huyton A5080                                                                                                | 5      |                |  |
|      | Liverpool (S) & Airport A5300, Huyton A5080 - Southport M57                                                       | Runcorn & (M56) A5300 - Prescot M57                                                                         | 6      |                |  |
|      | Widnes A557, Prescot A57, St Helens A570                                                                          | St Helens A570, Warrington A57, Widnes A557                                                                 | 7      |                |  |
|      | Warrington (W) (A574), area di servizio "Burtonwood"                                                              | Warrington (W) (A574), area di servizio "Burtonwood"                                                        | 8      |                |  |
|      | Warrington, Newton A49                                                                                            | Warrington (C), Newton A49                                                                                  | 9      |                |  |
|      | Preston, Birmingham, Chester (M56) M6                                                                             | Preston, Birmingham, Manchester (S) & Airport M6                                                            | 10     |                |  |
|      | Warrington (E), Birchwood A574                                                                                    | Warrington (E), Birchwood A574                                                                              | 11     |                |  |
|      | | Ring Rd (S & E), Airport M60 - Salford, Manchester (C) M602 - Ring Rd (N), (M66), Bolton (M61), Leeds (M62) | 12     |                |  |
|      | Ring Rd (S & E), Airport M60 - Ring Rd (W), Salford, Bolton (M61), L'pool (M62), B'ham (M6) - Bury, Blackburn M66 | | 18     |                |  |
|      | Area di servizio "Birch"                                                                                          | |        |                |  |
|      | Middleton, Heywood A6046                                                                                          | Middleton, Heywood A6046                                                                                    | 19     |                |  |
|      | Rochdale, Oldham A627(M)                                                                                          | Rochdale, Oldham A627(M)                                                                                    | 20     |                |  |
|      | Milnrow, Shaw A640                                                                                                | Milnrow, Shaw A640                                                                                          | 21     |                |  |
|      | Saddleworth A672                                                                                                  | Ripponden, Saddleworth A672, Sowerby Bridge (A58)                                                           | 22     |                |  |
|      | | Huddersfield A640                                                                                           | 23     |                |  |
|      | Huddersfield, Halifax A629                                                                                        | Huddersfield, Halifax A629                                                                                  | 24     |                |  |
|      | Brighouse A644, Huddersfield (A62)                                                                                | Brighouse, Dewsbury A644                                                                                    | 25     |                |  |
|      | Area di servizio "Heartshead Moor"                                                                                | |        |                |  |
|      | Bradford M606, Halifax A58                                                                                        | Bradford M606, Airport, Cleckheaton A638                                                                    | 26     |                |  |
|      | Bradford A62 (A650), Leeds M621                                                                                   | Leeds M621, Batley (A62), Morley (A650)                                                                     | 27     |                |  |
|      | Leeds & Airport, Dewsbury, Batley A653                                                                            | Leeds, Dewsbury A653                                                                                        | 28     |                |  |
|      | London, Leeds, Wakefield (M621) M1                                                                                | London, Wakefield M1 - The NORTH M1                                                                         | 29     |                |  |
|      | Rothwell, Wakefield A642                                                                                          | Rothwell, Wakefield A642                                                                                    | 30     |                |  |
|      | Castleford, Normanton A655                                                                                        | Castleford, Normanton A655                                                                                  | 31     |                |  |
|      | Pontefract, Castleford A639                                                                                       | Pontefract, Castleford A639                                                                                 | 32     |                |  |
|      | A1(M) The NORTH, Wetherby                                                                                         | A1(M) The NORTH, The SOUTH                                                                                  | 32A    |                |  |
|      | The SOUTH A1, Pontefract (A645), area di servizio "Ferrybridge"                                                   | Ferrybridge & Ferrybridge Services A162                                                                     | 33     |                |  |
|      | Selby, Doncaster A19                                                                                              | Selby, Doncaster A19                                                                                        | 34     |                |  |
|      | The SOUTH, Doncaster M18, Scunthorpe (M180)                                                                       | The SOUTH M18, Scunthorpe (M180)                                                                            | 35     |                |  |
|      | Goole A614 | Goole A614                                                                                                  | 36     |                |  |
|      | Howden A614, Selby A63                                                                                            | Bridlington, York, Howden A614                                                                              | 37     |                |  |
|      | Newport B1230, Non-motorway traffic                                                                               | North Cave, Gilberdyke B1230                                                                                | 38     |                |  |